# 复兴门内大街
39°54′21″N 116°21′13″E / 39.90582°N 116.35366°E

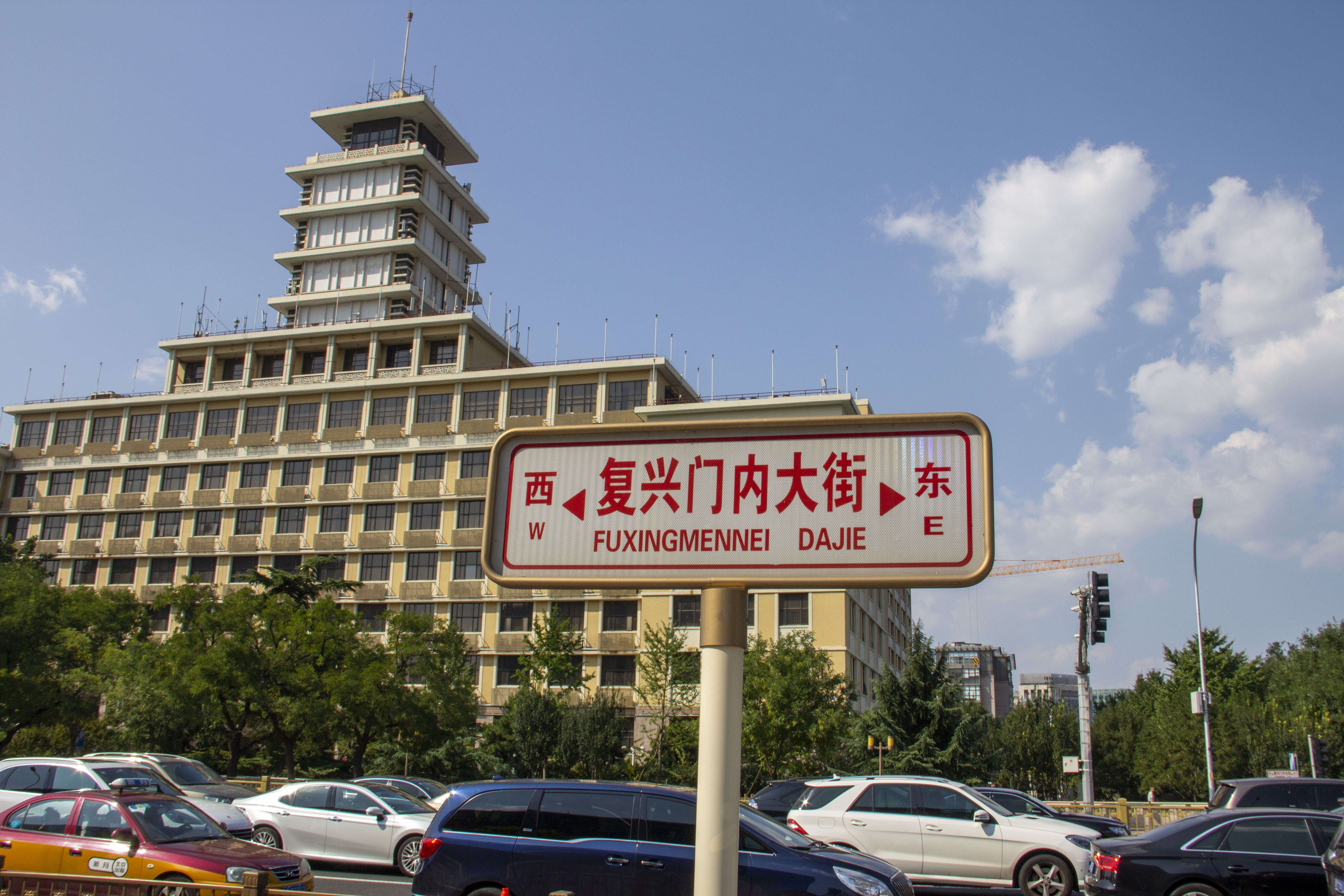
复兴门内大街

复兴门内大街是一条位于中国北京市西城区中部的大街。该大街东起西单北大街南口，西端在复兴门桥同复兴门外大街衔接。该大街因位于北京内城复兴门内而得名。

## 历史
民国二十八年（1939年），日本占领时期，在邱祖胡同、卧佛寺街西口附近开辟城门，初名长安门，未建门楼，仅为豁口。抗日战争胜利后，长安门更名为复兴门，寓意国家复兴。
1956年至1957年，报子胡同、旧刑部街、邱祖胡同、卧佛寺街被拆除，辟建大街。该大街因在复兴门内，故名复兴门内大街。
如今复兴门内大街两侧原有的四合院大部分均已拆毁，改建为大楼。仅存三味书屋、马连良故居等，位于大街南侧。
原门牌号复兴门内大街48号（原西单报子街76号）是中华工程师学会旧址。民国五年（1916年），中华工程师学会总会由武汉迁至北京。民国七年（1918年），中华工程师学会总会迁入詹天佑捐赠的西单报子街76号会址。民国20年（1931年），中华工程师学会与中国留美工程界人士成立的中国工程学会合并，在南京举行的联合年会上宣布“中国工程师学会”成立，以民国元年作为本学会创始年，设总会於南京。民国八年（1919年）4月，詹天佑病逝。民国十一年（1922年）10月29日，在报子街76号举行了詹天佑铜像揭幕典礼。中华人民共和国时期，中华工程师学会旧址仍保存有部分建筑，成为民居。

## 建筑物
| 复兴门内大街南侧 | 复兴门内大街南侧                         | 复兴门内大街南侧                               |                             | 复兴门内大街北侧   | 复兴门内大街北侧                                         | 复兴门内大街北侧 |
| 门牌号           | 建筑物、场所或单位                       | 图片                                           | 图片                        | 建筑物、场所或单位 | 图片                                                     |                  |
| ---------------- | ---------------------------------------- | ---------------------------------------------- | --------------------------- | ------------------ | -------------------------------------------------------- | ---------------- |
| 复兴门南大街     | 复兴门南大街                             | 复兴门桥                                       | 复兴门桥                    | 复兴门桥           | 复兴门北大街                                             | 复兴门北大街     |
| 160号            | 电教大楼（中国教育电视台、国家开放大学） |                                                | ↑ 西 复 兴 门 内 大 街 东 ↓ |                    | 百盛购物中心南楼 中国工艺美术（集团）公司                | 101号            |
| 160号            | 电教大楼（中国教育电视台、国家开放大学） | 国旅长安大厦（中国国际旅行社总社复兴门门市部） | ↑ 西 复 兴 门 内 大 街 东 ↓ | 99号               |                                                          |                  |
| 158号            | 远洋大厦                                 |                                                | ↑ 西 复 兴 门 内 大 街 东 ↓ |                    | 中国人民银行总行                                         | （门牌在成方街） |
| 156号            | 北京招商国际金融中心                     |                                                | ↑ 西 复 兴 门 内 大 街 东 ↓ |                    | 北京长途电话大楼                                         | 97号             |
| 闹市口大街       | 闹市口大街                               | 闹市口                                         | 闹市口                      | 闹市口             | 闹市口北街                                               | 闹市口北街       |
| 28号             | 凯晨世贸中心                             |                                                | ↑ 西 复 兴 门 内 大 街 东 ↓ |                    | 中国工商银行总行                                         | 55号             |
| 18号             | 国家开发银行总行                         |                                                | ↑ 西 复 兴 门 内 大 街 东 ↓ |                    | 民族饭店                                                 | 51号             |
| 20号             | 三味书屋                                 |                                                | ↑ 西 复 兴 门 内 大 街 东 ↓ |                    | 民族文化宫                                               | 49号             |
| 10-3号           | 马连良故居                               |                                                | ↑ 西 复 兴 门 内 大 街 东 ↓ |                    | 民族文化宫                                               | 49号             |
| 4号              | 华能大厦 （北侧有中国工程师学会）        |                                                | ↑ 西 复 兴 门 内 大 街 东 ↓ |                    | 中国商业联合会 中华全国供销合作总社 国家粮食局西单办公区 | 45号             |
| 2号              | 中国民生银行大厦                         |                                                | ↑ 西 复 兴 门 内 大 街 东 ↓ |                    | 中国银行总行                                             | 1号              |
| 宣武门内大街     | 宣武门内大街                             | 西单                                           | 西单                        | 西单               | 西单北大街                                               | 西单北大街       |

## 雕塑
复兴门内大街两侧有多座雕塑：
- 《树》：位于复兴门桥东南方向绿地内，复兴门内大街南侧。是1999年“新世纪的希望”城市雕塑设计方案竞赛选出的在长安街设置的8件作品之一。见复兴门桥条目。
- 《马踏飞燕》：位于复兴门桥东北方向绿地内，复兴门内大街北侧，北京百盛购物中心（原为中国工艺美术馆）正南。见复兴门桥条目。
- 《龙》：位于北京国际金融大厦前西侧绿地中。1998年12月，由首都城市雕塑艺术委员会、中共北京市委宣传部、全国城市雕塑建 设指导委员会共同组织的“新世纪的希望”城市雕塑设计方案竞赛开始向全国征稿，征得稿件750多件，邀请入选的120多件做成立体方案，并于1999年4月2日起在北京国际会议中心举办“新世纪的希望”城市雕塑方案展览，由建筑、规划、园林、雕塑专家及长安街沿线单位讨论。经评审及优选，推荐其中8件作品在长安街设置，1999年9月中旬全部建成，以庆祝中华人民共和国成立五十周年。其中之一是《龙》。高5.8米。由北京敦煌艺术有限公司雕塑家耿铁群设计，北京市金鼎雕塑艺术有限公司制作。借鉴了中国书法草书“龙”字，使平面艺术立体化[2][3]。

## 交通
- 大街西口复兴门有北京地铁复兴门站。
- 大街东口西单有北京地铁西单站。